# Chloor-35
Chloor-35 of 35Cl is een stabiele isotoop van chloor, een halogeen. Het is een van de twee op Aarde voorkomende isotopen van het element, naast chloor-37 (eveneens stabiel). Van de radio-isotoop chloor-36 komen op Aarde sporen voor. De abundantie van chloor-35 op Aarde bedraagt 75,78%.
Chloor-35 ontstaat onder meer bij het radioactief verval van zwavel-35, argon-35 en kalium-36.
28Cl · 29Cl · 30Cl · 31Cl · 32Cl · 33Cl · 34Cl · 34mCl · 35Cl · 36Cl · 37Cl · 38Cl · 38mCl · 39Cl · 40Cl · 41Cl · 42Cl · 43Cl · 44Cl · 45Cl · 46Cl · 47Cl · 48Cl · 49Cl · 50Cl · 51Cl